# Peltidium fenestratum
Peltidium fenestratum är en kräftdjursart som beskrevs av Geddes 1968. Peltidium fenestratum ingår i släktet Peltidium och familjen Peltidiidae. Inga underarter finns listade i Catalogue of Life.